# Яхья ибн Асад
Яхья ибн Асад — саманидский правитель Шаша (819—855) и Самарканда (851/852-855). Он был сыном Асада ибн Самана.
В 819 году Яхья получил власть над областью Шаш от губернатора Хорасана халифа Абдуллах Аль-Мамуна, в награду за его поддержку против мятежника Рафи ибн Лейса. После смерти своего брата Нуха, который правил в Самарканде, Яхья и другой брат Ахмад получили власть над городом от Абдуллы, губернатора Хорасана. Власть Яхьи впоследствии была значительно урезана Ахмадом, и он, возможно, правил просто как номинальный глава вплоть до своей смерти в 855 году. Затем линия Яхьи была заменена линией Ахмада.